# Bablomekang
Bablomekang (también escrito: Abappaomogan
Abappaomogan-tō o Goilug) es una isla en Micronesia, en el Océano Pacífico que pertenece administrativamente a la República de Palaos. Se localiza al este del canal de Mesikg específicamente al sur de Ngesomel, Kuabesarrai e Oilouch, al norte de Loloumekan y al oeste de Mecherchar y Mchochaeo.